# 7062 Meslier
7062 Meslier è un asteroide della fascia principale. Scoperto nel 1991, presenta un'orbita caratterizzata da un semiasse maggiore pari a 3,0908315 UA e da un'eccentricità di 0,2059934, inclinata di 17,23278° rispetto all'eclittica.